# Megfordítás (logika)
A logikában és a matematikában egy implikációs állítás megfordítása a két részállítás cseréjével képezhető. Tehát P → Q megfordítása Q → P. A minden S P kategorikus propozíció megfordítása minden P S. Mindkét esetben a megfordítás igazsága általában az eredeti állításétól független.

## Implikációs megfordítás

Az Venn-diagramja (fehérrel jelölve a terület, ahol az állítás hamis)

Legyen S egy P → Q alakú állítás! Ekkor S megfordítása Q → P. Általában S állítása nem mond semmit a megfordításáéról, kivéve az antecedens P és a következmény Q logikai ekvivalenciájakor.
Például az az állítás, hogy „Ha ember vagyok, halandó vagyok”, igaz. Ennek megfordítása „Ha halandó vagyok, ember vagyok”, ami nem feltétlenül igaz.
Azonban egy mutuálisan inkluzív tagokat tartalmazó állítás megfordítása igaz. Tehát egy definíció megfordítása is igaz, vagyis az, hogy „a háromszög háromoldalú sokszög”, logikailag ekvivalens „a háromoldalú sokszög háromszög” állítással, mivel a háromszög definíciója a „háromoldalú sokszög”.
Igazságtáblázatokkal igazolható, hogy S nem ekvivalens a saját megfordításával, kivéve ha a két tag egymásból következik:
| {\displaystyle P} | {\displaystyle Q} | {\displaystyle P\rightarrow Q} | {\displaystyle P\leftarrow Q} (converse) |
| Igaz              | Igaz              | Igaz                           | Igaz                                     |
| Igaz              | Hamis             | Hamis                          | Igaz                                     |
| Hamis             | Igaz              | Igaz                           | Hamis                                    |
| Hamis             | Hamis             | Igaz                           | Igaz                                     |

Egy állításból annak megfordítására térni következmény állításának hibája. Azonban ha S és megfordítása ekvivalens (vagyis P ↔ Q), a következmény állítása érvényes marad.
A megfordítás implikációja logikailag ekvivalens {\displaystyle P\lor \neg Q} állításával.
| {\displaystyle P\leftarrow Q} | {\displaystyle \Leftrightarrow } | {\displaystyle P} | {\displaystyle \lor } | {\displaystyle \neg Q} |
|                               | {\displaystyle \Leftrightarrow } |                   | {\displaystyle \lor } |                        |

Ez azt jelenti, hogy „nem Q P nélkül”.

### Egy tétel megfordítása
A matematikában egy {\displaystyle P\rightarrow Q} alakú tétel megfordítása {\displaystyle Q\rightarrow P}. A megfordítás lehet igaz és hamis, és ha igaz, lehet nehezen bizonyítható. Például a négycsúcs-tételt 1912-ben igazolták, megfordítását csak 1997-ben.
A gyakorlatban egy tétel megfordításakor az ok adhatja a kontextust. Tehát a „P esetén ha Q, akkor R” állítás megfordítása „P esetén ha R, akkor Q”. Például a Pitagorasz-tétel:

{\displaystyle a,b,c} oldalú háromszög esetén ha a {\displaystyle c} oldallal szemközti szög derékszög, akkor {\displaystyle a^{2}+b^{2}=c^{2}}.

A megfordítás, mely Eukleidész Elemek című művének I. könyvében is szerepel, így szól:

{\displaystyle a,b,c} oldalú háromszög esetén ha {\displaystyle a^{2}+b^{2}=c^{2}}, akkor a {\displaystyle c} oldallal szemközti szög derékszög.

### Reláció megfordítása

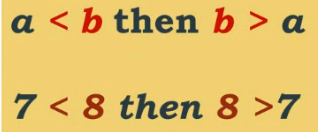
Egyszerű reláció megfordítása

Ha {\displaystyle R} bináris reláció, ahol {\displaystyle R\subseteq A\times B,} akkor a fordított reláció {\displaystyle R^{T}=\{(b,a):(a,b)\in R\}} a transzpozíció.

## Kategorikus megfordítás
A hagyományos logikában az alany és az állítmány megcserélése a megfordítás. Például az „Egyik S se P” állítás megfordítása „Egyik P se S”. Asa Mahan szavaival:

„Az eredeti állítás az expozitum, melyet megfordítva kapjuk a megfordítást. Ez akkor és csak akkor érvényes, ha semmi nem szerepel a megfordításban, mely nincs jelen az expozitumban.””

Az expozitumot gyakrabban nevezik megfordítandónak. A konverzió csak E és I állításokra érvényes:
| Típus | Megfordítandó    | Egyszerű megfordítás | per accidens megfordítás (P létekor érvényes) |
| ----- | ---------------- | -------------------- | --------------------------------------------- |
| A     | Minden S P       | nem érvényes         | Van S, ami P                                  |
| E     | Nincs S, ami P   | Nincs P, ami S       | Van P, ami nem S                              |
| I     | Van S, ami P     | Van P, ami S         | –                                             |
| O     | Van S, ami nem P | nem érvényes         | –                                             |

Az egyszerű megfordítás érvényességét E és I típusú állítások esetén a „Nincs disztribuált tag a megfordításban, mely nincs disztribuálva a megfordítandóban” fejezi ki. E típusú állítások esetén az alany és az állítmány is disztribuált, míg I típusúak esetén egyik sincs.
A típusú állítások estén az alany disztribuált, az állítmány nem, így egy A típusú állításból a megfordítására való következtetés érvénytelen. Például az A típusú „Minden macska emlős” állítás megfordítása, a „Minden emlős macska” hamis, azonban a gyengébb „Van emlős, ami macska” igaz. A logikában a per accidens megfordítás e gyengébb állítás létrehozása. Egy állításból a per accidens megfordítására való következtetés általában igaz. Azonban a szillogizmusokhoz hasonlóan ez az üres halmazok esetén problémás lehet: a „Minden unikornis emlős” állítást gyakran igaznak veszik, de a per accidens megfordítás („Van emlős, mely unikornis”) egyértelműen hamis.
Az elsőrendű ítéletkalkulusban a „Minden S P” így is jelölhető: {\displaystyle \forall x.S(x)\to P(x)}. Ezért egyértelmű, hogy a kategorikus megfordítás az implikációssal áll közeli kapcsolatban, és az S és P nem cserélhető fel a „minden S P” állításban.

## Fordítás
Ez a szócikk részben vagy egészben  a   Converse (logic) című angol Wikipédia-szócikk ezen változatának fordításán alapul.  Az eredeti cikk szerkesztőit annak laptörténete sorolja fel. Ez a jelzés csupán a megfogalmazás eredetét és a szerzői jogokat jelzi, nem szolgál a cikkben szereplő információk forrásmegjelöléseként.